# De Ginkel
De Ginkel is een heidegebied met een landbouwenclave omringd door bossen op de Veluwe in de Gelderse gemeente Ede. 

## Ligging
Het gebied ligt ten oosten van Ede aan weerskanten van de N224. Het heidegebied ten zuiden van de N224 wordt Ginkelse Heide genoemd en het gebied ten noorden ervan Eder Heide. Op de Eder Hei was gedurende de Eerste Wereldoorlog een Belgisch vluchtelingenkamp ingericht. Het Belgenmonument herinnert hier tegenwoordig nog aan.
Aan de N224 liggen centraal in het gebied de Herberg Zuid Ginkel aan de noordzijde en aan de zuidzijde het Airborne monument en een van de schaapskooien.
Aan de noordrand van de Eder Heide ligt de tweede schaapskooi. Hier begint ook het landbouwgebied. In dit gedeelte bevinden zich drie vennen: de Kreelse Plas, de Plas van Gent en de Heidebloem.

## Geschiedenis
Heinrich Witte schrijft in zijn Wandelgids voor Bennekom's omstreken uit 1902 dat de Ginkel "vroeger een pleisterplaats (was) aan den straatweg van Arnhem naar Amersfoort."
De Ginkelse Heide was in de Tweede Wereldoorlog, tijdens Operatie Market Garden, bekend als dropzone Y.

## Renkums beekdal
De Ginkel was mogelijk tot in de eerste helft van de negentiende eeuw het gebied waar de Molenbeek zijn oorsprong vond. Deze beek stroomde via het Renkums beekdal in zuidelijke richting naar de Nederrijn. Vanaf de Kreelse Plas is de oude beekloop, die thans geheel droog ligt, door de gemeente Ede gereconstrueerd.

## Afbeeldingen

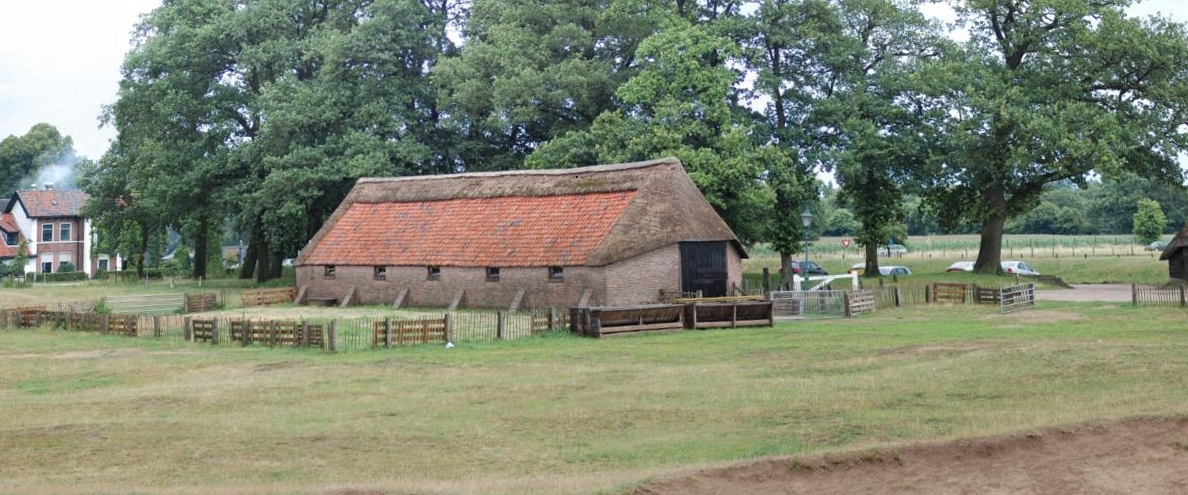
Schaapskooi met op de achtergrond Herberg Zuid Ginkel
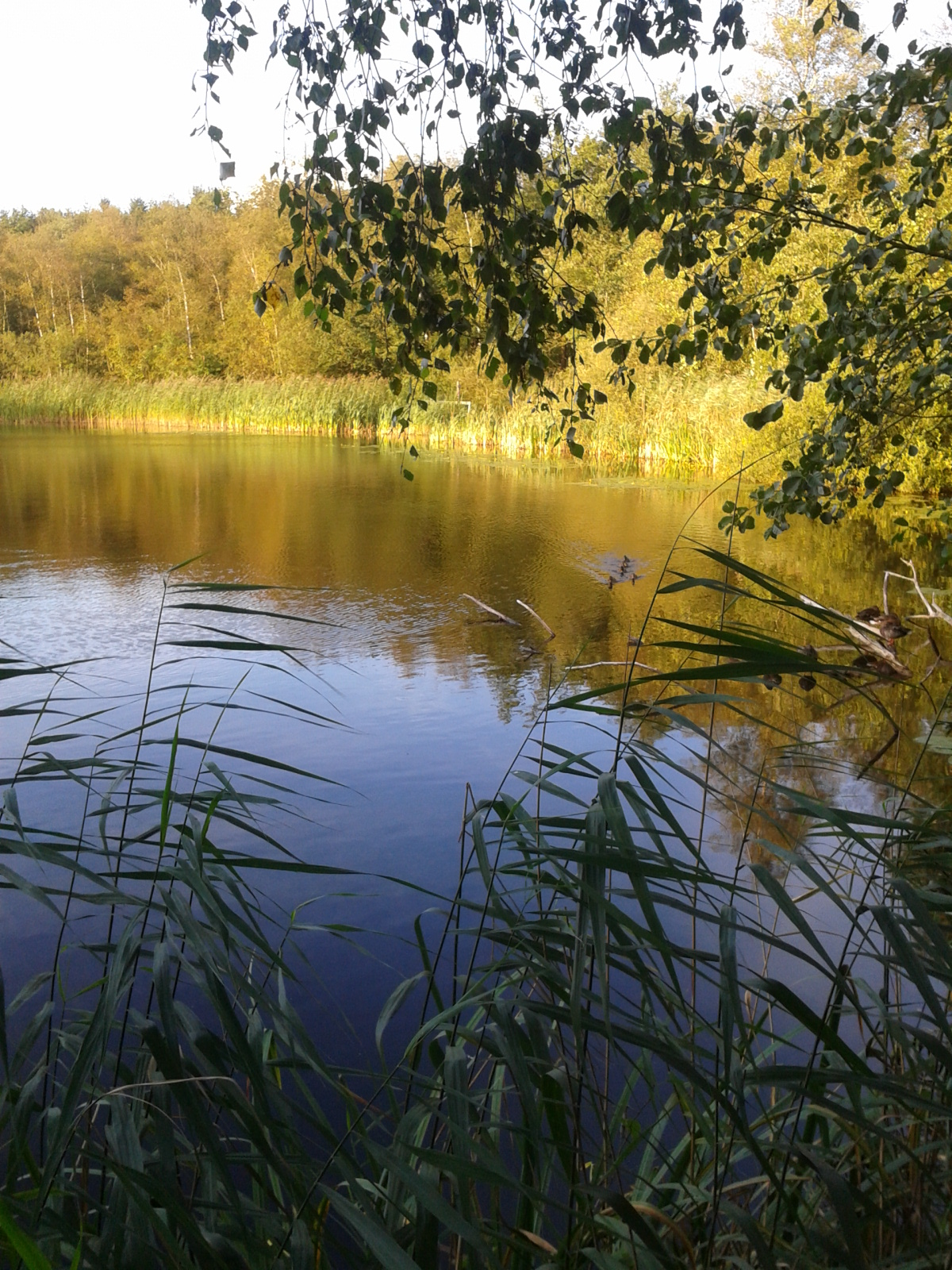
Kreelse Plas
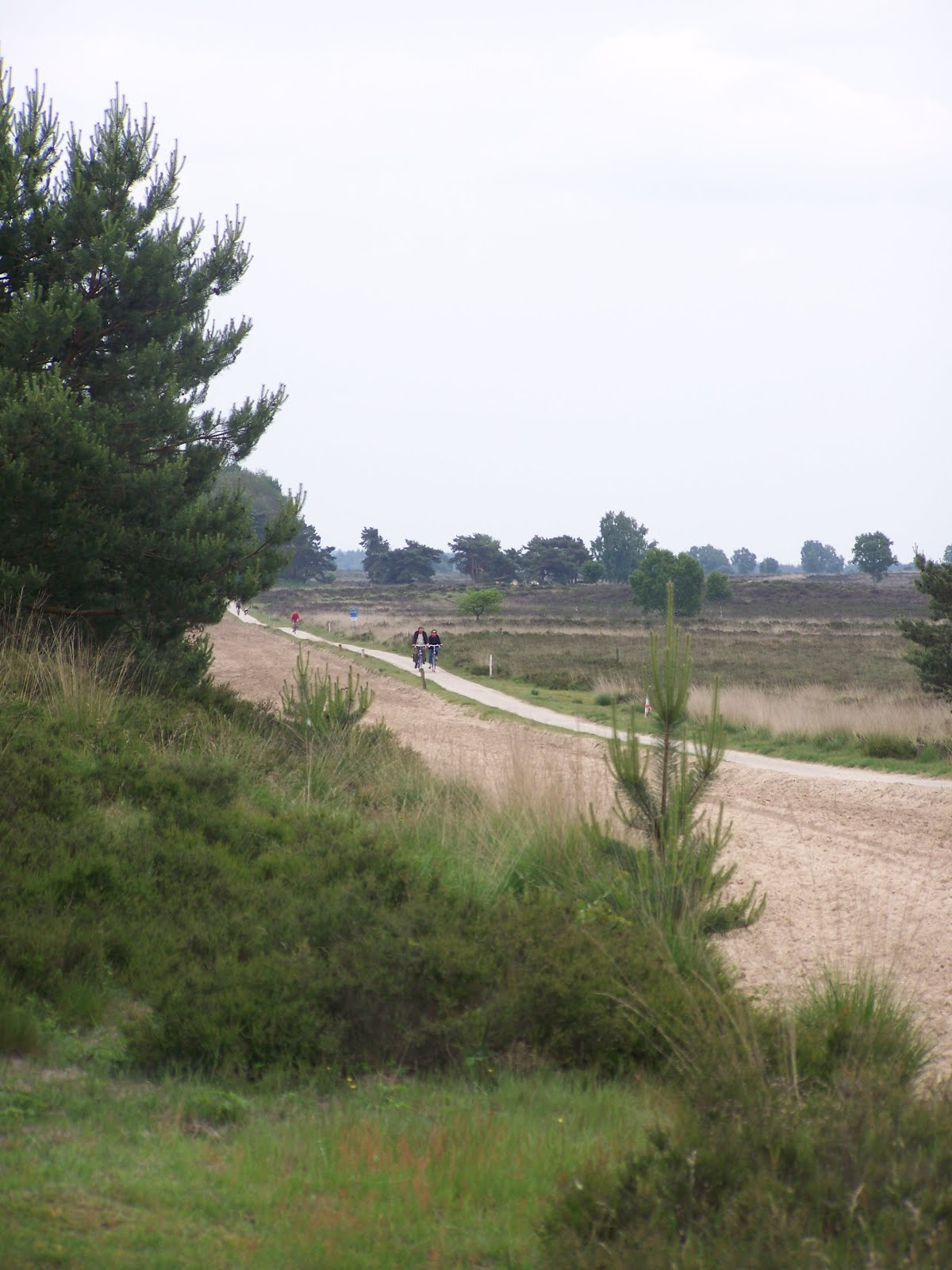
Hessenweg
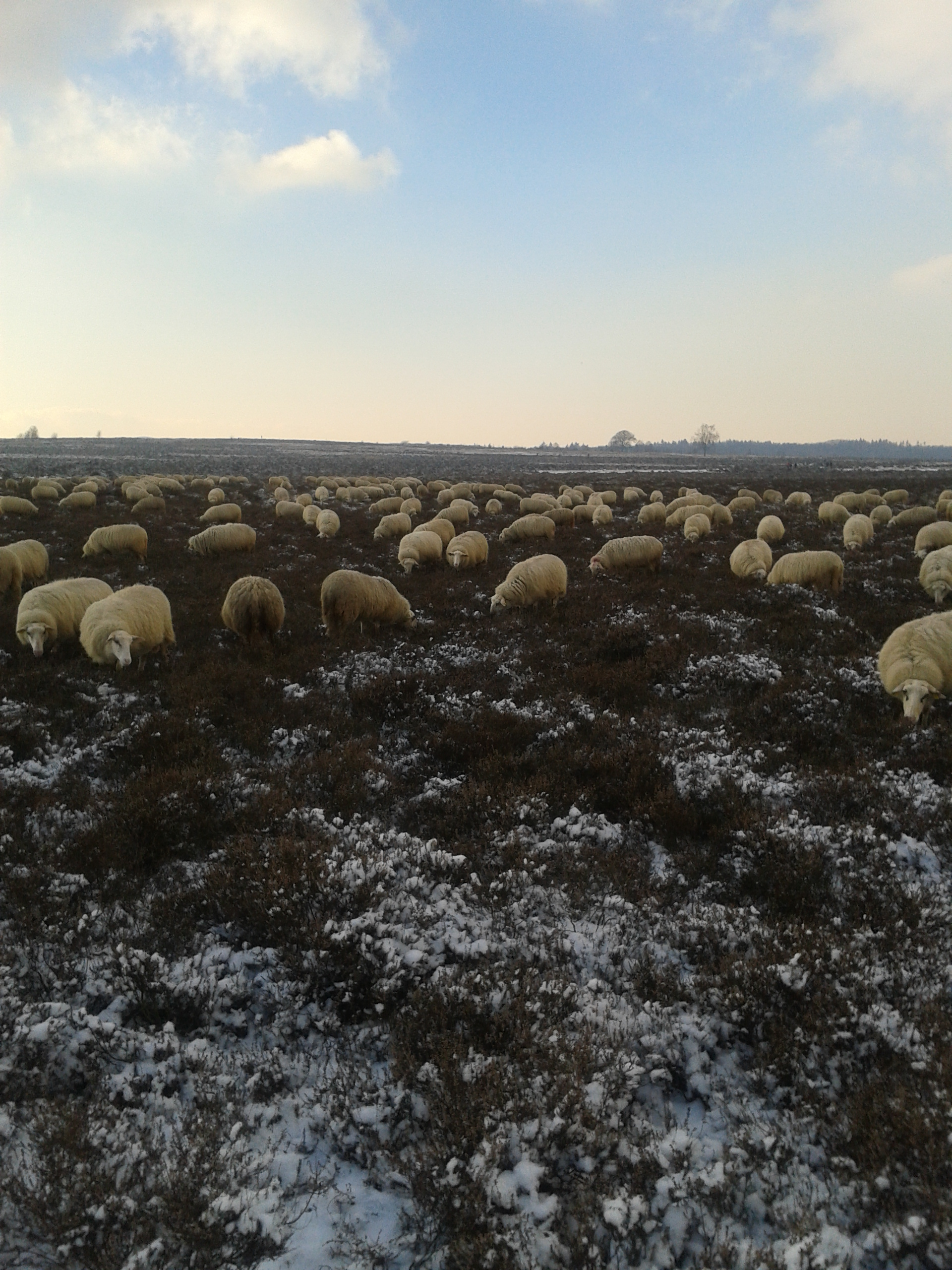
Schaapskudde op de Eder Heide

Hoofdplaats: Ede       Dorpen: Bennekom · Ederveen · Harskamp · Hoenderloo (deels) · De Klomp · Lunteren · Otterlo · Wekerom

Buurtschappen: Deelen · Doesburgerbuurt · Driesprong · Eschoten · De Ginkel · Hoekelum · Hoog Baarlo · De Kade · De Kraats · Manen · Meulunteren · Mossel · Nederwoud · Nergena · Nieuw-Reemst · (Oostdorp) · Oud-Reemst · Overwoud · Roekel · De Valk · Walderveen · Westeneng

Gelderland: Steden en dorpen in Gelderland      Nederland: Provincies · Gemeenten